# Léon-Paul Piolin
Léon-Paul Piolin, né le 17 février 1817 au Bourgneuf-la-Forêt et mort le 6 novembre 1892 à Solesmes, connu comme historien, sous le nom de Dom Piolin, ou le Père Piolin, est un moine bénédictin de l’Abbaye Saint-Pierre de Solesmes.
Il se spécialisa dans l’archéologie, l’épigraphie, généralement l’histoire du Maine, et plus particulièrement du diocèse du Mans. Cofondateur en 1875 de la Société historique et archéologique du Maine, il en sera le président de 1883 à 1892[réf. souhaitée].

## Famille
Léon-Paul Piolin, né au Bourgneuf-la-Forêt le 17 février 1817, est le fils de Jean-Baptiste Piolin et d’Adélaïde Pivert.
Il est le petit-neveu de Julien Piolin (15 décembre 1757 Le Bourgneuf-la-Forêt - novembre 1794), prêtre (séminaire d’Angers), vicaire à Changé (1784) puis à l’Église Saint-Vénérand de Laval, aumônier de l’armée de Condé, mort de la dysenterie à l’hôpital en soignant les malades au mois de novembre 1794.
Il fait ses études auprès d’un oncle, Julien-Léon Piolin, qui était alors curé de Bonchamp (de 1816 à 1837) après avoir été vicaire à Cossé-le-Vivien (où il avait assisté en 1815 les blessés d’un combat meurtrier entre royalistes et partisans de l’empereur), qui en 1832 subit la prison pour soupçon de sympathie envers les légitimistes insurgés, et qui mourut chanoine titulaire du Mans en 1861.
Léon-Paul Piolin poursuit ensuite ses études au collège de Vitré, puis à celui de Château-Gontier, avant d’entrer au séminaire du Mans.

## Vie religieuse
Admis au sous-diaconat le 13 juin 1840, Léon-Paul Piolin entre le 14 juillet suivant à l’abbaye Saint-Pierre de Solesmes et prononce ses vœux le 15 janvier 1842.
Dom Guéranger l’envoie presque aussitôt, avec le titre de sous-prieur, à la tête d’une petite colonie installée à Paris, rue Monsieur, à portée des sources scientifiques qu’offre la capitale.
Prêtre le 21 mai 1842, le jeune supérieur fait part à son abbé de ses inquiétudes quant à ses capacités à diriger une communauté. Dom Pitra qui arrivee à Saint-Germain le décharge de ses fonctions.
Il a appris, pendant ces quelques mois, le chemin des bibliothèques, qu’il revient si souvent visiter en demandant l’hospitalité à son compatriote et ami, Félix Coquereau, curé de Charonne, puis de Saint-Laurent. Pour le moment, il va refaire sa santé au petit monastère d’Andancette, séjourne quelque temps à Bièvres, à Lyon, et revient enfin se retirer à Solesmes en 1846.
Il y remplit les charges de sous-prieur (1855 - 1862) et de prieur (1875 - 1888).
Malade à la fin de sa vie, il se repose quelque temps aux Chesnais de Bouessay, fait un voyage à Rome puis rentre à Solesmes. Il demande les derniers sacrements le jour de la Toussaint 1892 et meurt le 6 novembre.

## Recherches historiques
- Déjà connu pour plusieurs articles d’archéologie et d’épigraphie publiés dans l’Auxiliaire catholique, le Père Piolin projette d’écrire une histoire des systèmes théologiques depuis l’origine de l’Église. Son abbé fut d’un autre avis : « Je voulais écrire l’Histoire de l’Église du Mans ; je ne le puis pas, faites-la ». Le moine part sur cette parole et ne s’arrête qu’au terme final. Quelques matériaux avaient été réunis par les religieux pour les Annales ecclésiastiques du diocèse du Mans. Le nouvel historien s’en sert, mais c’est peu de chose pour un si grand ouvrage, dont le premier volume paraît en 1851, suivi régulièrement des neuf autres : le dernier paraît en 1871. « Cet ouvrage n’est pas un travail de critique historique à proprement parler, mais un livre sérieusement écrit, où l’auteur veut faire partager à ceux qui le lisent ses convictions réfléchies et mûries par une longue étude. Les erreurs de détail, les contradictions accidentelles, ne détruisent pas cet effet d’ensemble. L’auteur a touché à toutes les questions et facilité la tâche à tous les historiens futurs », commente l’abbé Angot.

- À peine l’Histoire de l’Église du Mans était-elle terminée que Dom Piolin entreprenait la réimpression de la Gallia Christiana établie par la Congrégation de Saint-Maur. Sept volumes furent livrés par l’éditeur de 1870 à 1874; les autres étaient en préparation, ainsi que les quatre volumes de supplément qui devaient conduire l’œuvre des anciens Bénédictins jusqu’à la Révolution.

- Il donna trois volumes de supplément aux Petits-Bollandistes.

- Ses publications secondaires, ses articles de revues, ses comptes rendus bibliographiques, la publication des Mémoires de l’abbé Fleury, représentent encore une somme de travail considérable[réf. nécessaire].

## Publications
- Histoire de l'Église du Mans, 10 volumes, 1851 - 1871 (6 volumes, 1851-1863 et un Complément de l'Histoire de l’Église du Mans, intitulé l'Église du Mans durant la Révolution / Mémoires sur la persécution religieuse à la fin du XVIIIe siècle, 4 vol., 1868-1871, comprenant une "Table des Noms de personnes et de lieux contenues dans les 10 volumes de l'Histoire de l'Église du Mans"); full text of Histoire de l'Église du Mans, Copyright Société Historique et Archéologique du Maine, Le Mans, 2006 (édition numérique en mode image et texte, coll. CD-RHAM).
- Gallia Christiana, 7 volumes, 1870 - 1874
- Les Petits-Bollandistes, 3 volumes de supplément
- Mémoires de l'abbé Fleury
- Articles de revues (notamment dans la Revue historique et archéologique du Maine), publications diverses, comptes rendus bibliographiques. La bibliographie complète des œuvres de Dom Piolin a été dressée dans la Bibliographie générale de Solesmes.